# WebMD
WebMD é uma empresa americana conhecida principalmente como site de notícias e informações relacionadas a medicina e aos cuidados com a saúde. O portal reúne informações voltadas a medicação. É um dos principais sites de saúde utilizados como fonte de informação pessoal.
A empresa foi fundada em 1998 pelo empresário no ramo do digital, Jeff Arnold. No início de 1999, fez parte de uma fusão de três empresas, juntamente com a Sapient Health Network (SHN) e Direct Medical Knowledge (DMK). SHN começou em Portland, ano de 1996 por Jim Kean, Bill Kelly e Kris Nybakken, que trabalharam juntos na Creative Multimedia, empresa que envolve serviços editoriais e CD-ROM. Mais tarde, em 1999, a WebMD fundiu-se com a Healtheon, fundada pela Netscape Communications e seu respectivo fundador Jim Clark.

## Número de acessos
Em março de 2020, sites e páginas da WebMD alcançaram mais visitantes únicos por mês em comparação com qualquer outro site referência na área da saúde, privado ou governamental, tornando-se o principal site de serviços médicos nos Estados Unidos. No quarto trimestre de 2016, o WebMD registrou uma média de 179,5 milhões de usuários únicos por mês e 3,63 bilhões de visualizações de páginas por trimestre. No primeiro trimestre de 2020, o WebMD recebeu aproximadamente 127 milhões de usuários únicos que visualizaram mais de 229 milhões de páginas por mês.

## História
WebMD é conhecida principalmente como um site que promove informações na área da saúde, uma vez que publica conteúdos informacionais relacionados aos serviços médicos, incluindo listas de verificação de sintomas, informações sobre medicação e farmacológicas e blogs de autoria médica com assuntos específicos, fornecendo ainda espaço para armazenamento de ficha médica pessoal. A URAC, organização sem fins lucrativos envolvidas em serviços de saúde, tem credenciado as atividades da WebMD continuamente desde 2001 em relação ao conteúdo confiável sobre saúde e divulgações adequadas, promovendo maior segurança e privacidade.
A empresa apresentou faturamento de $705 milhões no ano de 2016.  Em 2017, a Internet Brands, uma empresa de propriedade da Kohlberg Kravis Roberts (KKR), concordou em comprar a WebMD Health Corporation por aproximadamente $2,8 bilhões.

## Empresa
O site WebMD é financiado por conteúdos publicitários, contribuições de terceiros e patrocinadores.
Em 2013, o Chicago Tribune relatou que WebMD, "tem lutado com uma queda nas receitas de publicidade, já que as empresas farmacêuticas estão cortando os orçamentos de marketing à medida que vários remédios conhecidos perdem sua patente. Como medida, a WebMD começou a investir em mudanças no site para atrair novos usuários que o utilizam em busca de informações específicas e com isso acabariam permanecendo no site em busca de materiais relacionados.
A WebMD oferece serviços para médicos e clientes especiais. Publicam a WebMD the Magazine, uma revista voltada para pacientes e distribuída bimestralmente a 85% das salas de espera dos hospitais. O Medscape é um portal profissional para médicos que possui materiais de treinamento, base de dados sobre medicamentos e informações clínicas em 30 áreas de especialidades médicas e mais de 30 fóruns de discussão. O WebMD Health Services oferece programas privados na área da gestão de saúde e portais de apoio à escolha de benefícios para empregadores e planos de saúde.
A WebMD Health Network administra a WebMD Health e outros sites relacionados à saúde, incluindo: Medscape, MedicineNet, eMedicine, eMedicineHealth, RxList, OnHealth e theheart.org. Esses sites fornecem serviços semelhantes a WebMD. MedicineNet é empresa especializada em conteúdos digitais. O Medscape oferece informações atualizadas para médicos e outros profissionais de saúde. RxList oferece informações informações farmacêuticas detalhadas sobre medicamentos genéricos e de marca. eMedicineHealth é um site de consumidor que oferece informações semelhantes também ao WebMD. Foi criado com base em um site para médicos e profissionais de saúde, conhecido como eMedicine.com.
O WebMD da China é controlado por um grupo editorial independente e não faz parte da WebMD Health Network.

## Críticas na mídia

### O jornal The New York Times
Redatora na The New York Times Magazine, Virginia Heffernan criticou o WebMD por incentivar seus leitores no uso de medicação vendidas pelos patrocinadores farmacêuticos do site, mesmo quando são desnecessárias. Ela escreveu que WebMD "tornou-se um site cercado com pseudo-medicina e desinformação."

### Vox Media
Julia Belluz da Vox criticou WebMD por encorajar a hipocondria e por promover tratamentos para os quais as evidências de segurança e eficácia são fracas ou inexistentes, como suplementos de café verde para perda de peso, estimulação vagal para depressão e suplementos fabricados com óleo de peixe/ômega-3 para colesterol alto.